# Camarasauromorpha
Camarasauromorpha – grupa wielkich zauropodów żyjących od środkowej jury do końca kredy. Należały do nich kamarazaury, brachiozaury oraz tytanozaury.

## Klasyfikacja
- Camarasauromorpha
  - rodzina: kamarazaury (Camarasauridae)
  - Titanosauriformes
    - rodzina: brachiozaury (Brachiosauridae)
    - tytanozaury (Titanosauria)
      - rodzina: andezaury (Andesauridae)
      - rodzina: antarktozaury (Antarctosauridae)
      - rodzina: nemegtozaury (Nemegtosauridae)
      - rodzina: saltazaury (Saltasauridae)
      - rodzina: tytanozaury (Titanosauridae)